# Lougé-sur-Maire
Lougé-sur-Maire – miejscowość i gmina we Francji, w regionie Normandia, w departamencie Orne.
Według danych na rok 1990 gminę zamieszkiwało 286 osób, a gęstość zaludnienia wynosiła 21 osób/km² (wśród 1815 gmin Dolnej Normandii Lougé-sur-Maire plasuje się na 608. miejscu pod względem liczby ludności, natomiast pod względem powierzchni na miejscu 294.).